# Esmé Bianco
Esmé Augusta Bianco(St. Albans, 25 de maio de 1982) é uma atriz, modelo e dançarina burlesca britânica de origem italiana. Ela é mais conhecida por seu papel recorrente como Ros nas três primeiras temporadas de Game of Thrones.

## Biografia e Carreira
Nascida em St. Albans, Hertfordshire , na Inglaterra, Esmé Augusta Bianco provem de uma família anglo-italiana. Começou a carreira como modelo, e posou para os pintores Christian Furr e Peregrine Heathcote.
Os papéis de Bianco em filmes incluem Burlesque Fairytales, no qual ela interpretou "Mãe" em um dos contos. Ela também apareceu em Chemical Wedding, Dead Man Running, The Big I Am e The Scorpion King 4: Quest for Power. Bianco teve um papel como prostituta Ros na série da HBO Game of Thrones. Ela apareceu pela primeira vez na estreia da série " Winter Is Coming " e retornou para mais 13 episódios, sendo frequentemente apresentada nas cenas de " sexposition " do programa. Em 2020, Bianco fez uma aparição no álbum Existential Reckoning do Puscifer na música "UPGrade".

### vida Pessoal
Em fevereiro de 2021, Bianco acusou o músico Marilyn Manson de abusar fisicamente dela durante seu relacionamento em 2011, depois que ela se separou do marido. Em abril de 2021, Bianco processou Manson por agressão sexual, tráfico de pessoas e abuso. Bianco alegou que ela recebeu drogas e álcool e também foi submetida a ameaças de violência e estupro.  Bianco também alegou que Manson a amarrou a um ajoelhador de oração, bateu nela com um chicote e a estuprou.  Marilyn Manson respondeu a Bianco por meio de seu advogado, afirmando que as alegações de Bianco eram "comprovadamente falsas". Eles chegaram a um acordo extrajudicial em janeiro de 2023, com os termos do acordo não divulgados.

## Filmografia

### Filmes
| Ano  | Titulo                               | Papel            | Notas |
| ---- | ------------------------------------ | ---------------- | ----- |
| 2006 | Dolls                                | Mouche           | curta |
| 2008 | Chemical Wedding                     | Mavis            |       |
| 2009 | Burlesque Fairytales                 | Mãe              |       |
| 2009 | Dead Man Running                     | Cantora Burlesca |       |
| 2010 | The Big I Am                         | Madame Dupoint   |       |
| 2015 | The Scorpion King 4: Quest for Power | Feminina         |       |
| 2018 | Living Among Us                      | Elleanor         |       |
| 2020 | Hypnotized                           | Claire           |       |

### Televisão
| Ano       | Titulo                      | Papel           | Notas            |
| --------- | --------------------------- | --------------- | ---------------- |
| 2010      | Any Human Heart             | Betty           | 1 episódio       |
| 2011      | Eric and Ernie              | Lola            |                  |
| 2011–2013 | Game of Thrones             | Ros             | Papel Recorrente |
| 2014      | A Christmas Mystery         | Rebecca Clark   |                  |
| 2015      | Ominous                     | Rachel Young    |                  |
| 2015–2020 | The Magicians               | Jane Chatwin    | papel recorrente |
| 2017–2019 | Star vs. the Forces of Evil | Queen Eclipsa   | papel recorrente |
| 2018      | Hot Streets                 | Professora Lane | 1 episódio       |
| 2018      | Supergirl                   | Thara Ak-Var    | 2 episódios      |